# San Rafael Las Flores
San Rafael Las Flores est une ville du Guatemala dans le département de Santa Rosa.